# Клонфер
Клонфер је грађевински лимар. Лимар је занатлија који ради са лимовима. Клонфери раде пре свега на крововима, олуцима и сличним производима од лима. 
Главни алати су маказе за сечење лима - стоне и ручне, „апипонг“ - механичка или хидраулична машина за сечење и савијање лимова, гумени чекић за обликовање лимова преко наковња или других помоћних алата и лимарска клешта за савијање и обликовање шавова. Код израде олука, олучни канали и одводне олучне цеви се спајају лемљењем помоћу калаја.
На крововима а и за олуке најчешће се користи поцинковани лим али у луксузнијим варијантама користи се и бакар или алуминијум.
Клонфер мора имати атест за рад на висини. 
Клонфер уме да направи и друге производе од лима као што су кофе, димовуци, петлови за оџаке, модле за колаче, левкови и друго.